# Eublemma thermoides
Eublemma thermoides är en fjärilsart som beskrevs av Embrik Strand 1917. Eublemma thermoides ingår i släktet Eublemma och familjen nattflyn. Inga underarter finns listade i Catalogue of Life.